# Курилово (Владимирская область)
Курилово — деревня в Собинском районе Владимирской области России, административный центр Куриловского сельского поселения.

## География
Деревня расположена на берегу Куриловского водохранилища реки Вежболовка (бассейн Клязьмы) в 11 км на север от райцентра города Собинка.

## История
В конце XIX — начале XX века деревня входила в состав Кочуковской волости Владимирского уезда.
С 1929 года деревня входила с состав Пестерюгинского сельсовета Ставровского района, с 1932 года — в составе Юровского сельсовета Собинского района, с 1945 года деревня вновь в составе Ставровского района, с 1965 года — в составе Собинского района, с 1976 года — административный центр Куриловского сельсовета, с 2005 года — центр Куриловского сельского поселения.
В 1974 году в состав деревни включена упразднённая деревня Коробово.

## Население
| 1859 | 1905 | 1926 | 2002 | 2010 | 2021 |
| ---- | ---- | ---- | ---- | ---- | ---- |
| 306  | ↘227 | ↘209 | ↗717 | ↗718 | ↘596 |

## Инфраструктура
В деревне находятся МБОУ «Куриловская основная общеобразовательная школа» (открыта в 1984 году), детский сад № 13 «Василек», медпункт, отделение почтовой связи 601223, сельхозпредприятие СПК «Куриловское».